# Duruan
Duruan (kinesiska: 杜阮) är en köping i sydöstra Kina. Den ligger i stadsdistriktet Pengjiang i staden Jiangmen i provinsen Guangdong, omkring 64 kilometer sydväst om provinshuvudstaden Guangzhou. Antalet invånare är 101 727. Befolkningen består av 47 324 kvinnor och 54 403 män. Barn under 15 år utgör 16,0 %, vuxna 15-64 år 78 %, och äldre över 65 år 4,0 %.